# 1410

سنة 1410 كانت سنة بسيطة تبدأ يوم الأربعاء (سوف يظهر الرابط التقويم الكامل للعام) حسب التقويم اليولياني.

## أحداث
- 29 مارس - مملكة أراغون تحتل أوريستانو عاصمة جوديكاتو دي أربوريا في سردينيا

## مواليد
- أحمد الكوراني
- ابن تغري